# Gathocles
Gathocles is een geslacht van kevers uit de familie somberkevers (Zopheridae).

## Soorten
Deze lijst is mogelijk niet compleet.
- G. angulifer
- G. nodosus
- G. obliquicostatus